# Лялечка

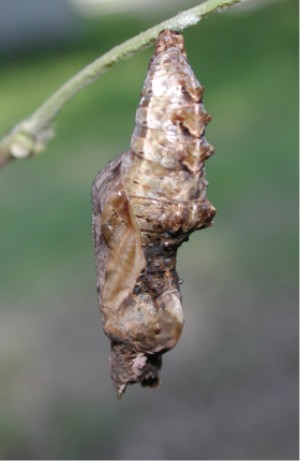
Лялечка метелика Agraulis vanillae

Ля́лечка (лат. pupa) — стадія індивідуального розвитку комах з повним перетворенням, яка йде за личинкою і перед імаго. Лялечка не живиться і здебільшого не може рухатися. В ній відбувається інтенсивна внутрішня перебудова, в ході якої комаха перетворюється з личинки на імаго. При цьому більша частина личинкових органів руйнується. Залишається лише нервова система, зачатки статевих залоз і імагінальні диски, з яких формуються імагінальні органи.
Тривалість стадії лялечки коливається від 6—10 діб у деяких видів мух до багатьох місяців (якщо лялечка впадає в діапаузу).

## Типи лялечок
Розрізняють три типи лялечок. У вільних лялечок крила, вусики та ноги щільно притиснуті до тіла, але не зчеплені з ним. У покритих загальний покрив охоплює все тіло, включно з крилами, ногами та вусиками, а у схованих личинкова шкірка під час останньої линьки не відкидається, як у більшості комах, а утворює несправжній кокон — пупарій.

## Кокон, колиска, пупарій

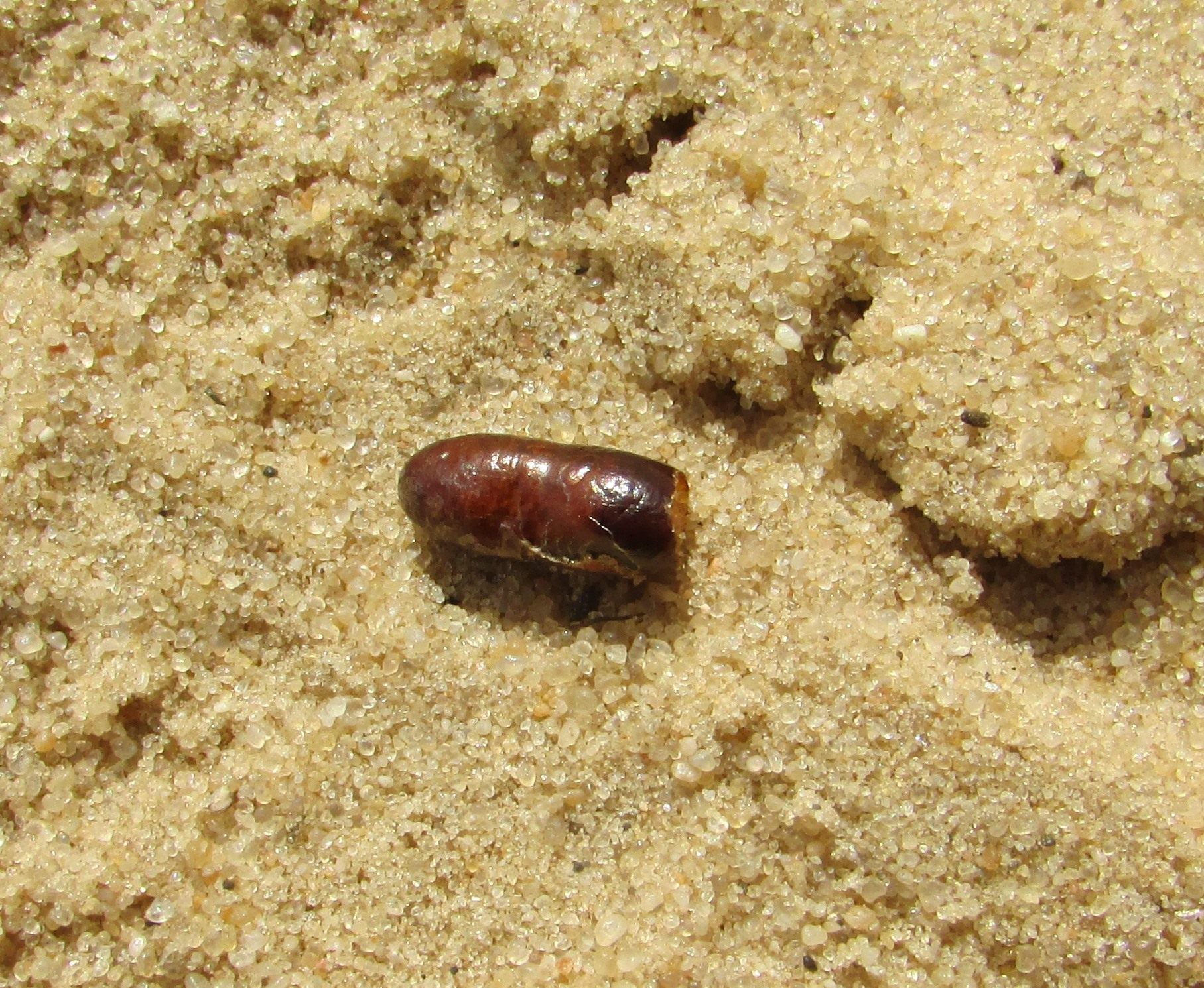
Пупарій мухи після виходу імаго. Національний природний парк "Олешківські піски"